# Пуэрто-Рико на летних Олимпийских играх 1972
Пуэрто-Рико принимало участие в Летних Олимпийских играх 1972 года в Мюнхене (ФРГ) в восьмой раз за свою историю, но не завоевало ни одной медали.

## Состав сборной
53 пуэрториканских спортсмена соревновались в 10 видах спорта:
- баскетбол
- бокс
- дзюдо
- лёгкая атлетика
- стрельба из лука
- тяжёлая атлетика
- парусный спорт
- прыжки в воду
- стрельба
- фехтование.

## Допинг
В результатах теста баскетболиста Мигеля Колла был обнаружен амфетамин, и он был отстранён до конца Игр

## Результаты

### Баскетбол
В групповом этапе пуэрториканские баскетболисты попали в группу «Б», где выиграли 5 из 7 матчей, набрали 12 очков и заняли 3 место. Затем они 7 сентября выиграли у Бразилии, а 9 сентября проиграли Югославии. Итог — 6 место.